# Liste der Naturdenkmäler in Ober-Mörlen
Die Liste der Naturdenkmäler in Ober-Mörlen nennt die auf dem Gebiet der Gemeinde Ober-Mörlen, im Wetteraukreis (Hessen), gelegenen Naturdenkmäler. Sie sind nach dem Hessischen Gesetz über Naturschutz und Landschaftspflege (Hessisches Naturschutzgesetz – HAGBNatSchG) § 12 geschützt und bei der unteren Naturschutzbehörde des Wetteraukreises eingetragen. Die Liste entspricht dem Stand vom 31. Dezember 2019.

## Aktuelle Naturdenkmäler
| Bild                          | Bezeichnung           | Ortsteil, Lage                                                                                               | Beschreibung | Art          | Nr.     |
| ----------------------------- | --------------------- | --- | --- | ------------ | ------- |
| BW                            | Felsen „Marienstein“  | Langenhain-Ziegenberg, Flur 13, Flurstück 1 50° 21′ 52,4″ N, 8° 37′ 27,7″ O                                  | Felsen in Waldbestand im Distrikt Kirchwald, südlich von Schloss Ziegenberg (KD) und der B 275. Schutzgrund: geologischer Aufschluss, landschaftsprägend.                        | Geotop       | 440.068 |
| mehr Fotos \| Fotos hochladen | Linde am Usatal       | Langenhain-Ziegenberg, Flur 8, Flurstück 153 (VO), Flurstück 152 (tatsächlich) 50° 21′ 51″ N, 8° 39′ 33,9″ O | Linde im Flusstal 100 m nördlich der Usa, 550 m östlich von ND 440.305. Schutzgrund: Besonders große, alte, landschaftsprägende Linde mit einer mächtigen Krone.                 | Winter-Linde | 440.289 |
| mehr Fotos \| Fotos hochladen | 2 Eichen am Festplatz | Langenhain-Ziegenberg, Flur 5, Flurstück 36 50° 22′ 3,7″ N, 8° 38′ 30,2″ O                                   | Eichen zwischen Festplatz und der Straße Am Pfahlgraben, 150 m nördlich von ND 440.291. Schutzgrund: Ensemble zweier großer, besonders ortsbildprägender Alteichen am Dorfplatz. | Stiel-Eiche  | 440.290 |
| mehr Fotos \| Fotos hochladen | 2 Eichen              | Langenhain-Ziegenberg, Flur 6, Flurstück 38 50° 21′ 59,1″ N, 8° 38′ 27″ O                                    | Eichen an der Straße Am Pfahlgraben, 150 m südlich von ND 440.290. Schutzgrund: Ensemble zweier großer, besonders schön gewachsener Altbäume mit ortsbildprägendem Charakter.    | Stiel-Eiche  | 440.291 |

## Ehemalige Naturdenkmäler
| Bild                          | Bezeichnung           | Ortsteil, Lage                                                            | Beschreibung | Art         | Nr.     |
| ----------------------------- | --------------------- | ------------------------------------------------------------------------- | --- | ----------- | ------- |
| mehr Fotos \| Fotos hochladen | Drei Eichen am Usatal | Langenhain-Ziegenberg, Flur 8, Flurstück 159 50° 21′ 48″ N, 8° 39′ 7,9″ O | Eichen im Flusstal 100 m nördlich der Usa, 550 m westlich von ND 440.289, der „Linde am Usatal.“ Ursprünglicher Schutzgrund: Zusammenstehende Dreiergruppe von besonders großen und schönen Alteichen am Rande des Usatals mit landschaftsprägendem Charakter. Löschungsgrund: Landschaftsbildprägende Wirkung ergibt sich durch Gehölzbestand insgesamt, auf öffentlichem Grund kein weiteres Schutzerfordernis. | Stiel-Eiche | 440.305 |

Die „Quellen-Eiche“ (Nr. 440.070) in Langenhain-Ziegenberg im Distrikt Schneidewald am Rande eines Wiesentales wurde durch einen Sturm zerstört und aus der Liste gelöscht.